# Østerlarsker Sogn
Østerlarsker Sogn er et sogn i Bornholms Provsti (Københavns Stift).
I 1800-tallet var Gudhjem Sogn anneks til Østerlarsker Sogn. Begge sogne hørte til Øster Herred i Bornholms Amt. Østerlarsker-Gudhjem sognekommune blev ved kommunalreformen i 1970 indlemmet i Allinge-Gudhjem Kommune, der 2003 indgik i Bornholms Regionskommune.
I Østerlarsker Sogn ligger Østerlars Kirke.
I sognet findes følgende autoriserede stednavne:
- Elleskov (bebyggelse)
- Gamlevælde (bebyggelse)
- Gildesbo (bebyggelse)
- Kelseby (bebyggelse)
- Kelseå (vandareal)
- Kildevadshuse (bebyggelse)
- Knarrebakkerne (bebyggelse)
- Kobbegård (landbrugsejendom)
- Kobbeå (vandareal)
- Kongensmark (bebyggelse)
- Krækket (bebyggelse)
- Lensbjerge (bebyggelse)
- Lensgård (landbrugsejendom)
- Nybro (bebyggelse)
- Risen (bebyggelse)
- Risenholm (bebyggelse)
- Salene (bebyggelse)
- Saltuna (bebyggelse)
- Solbakke (bebyggelse)
- Spagergård (bebyggelse)
- Stangebakkerne (bebyggelse)
- Stangemarken (bebyggelse)
- Stavehøl (bebyggelse)
- Stavsdal (bebyggelse)
- Strandby (bebyggelse)
- Strandvejen (bebyggelse)
- Studeby (bebyggelse)
- Valdhøj (bebyggelse)
- Viet (bebyggelse)
- Ødegård (bebyggelse)
- Østerlars (bebyggelse)
- Østerlarsker (ejerlav)
- Østerlarsker Plantage (areal)